# フレッド・ホイル
サー・フレッド・ホイル（Sir Fred Hoyle, 1915年6月24日 - 2001年8月20日）は、イギリスウェスト・ヨークシャー州ブラッドフォード出身の天文学者、SF小説作家。ケンブリッジ大学エマニュエル・カレッジ卒業。
元素合成の理論の発展に大きな貢献をした。研究生活の大半をケンブリッジ大学天文学研究所で過ごし、同研究所所長を長年に渡って務めた。地球物理学者の竹内均によれば、カール・ポパーが提唱する批判的合理主義に基く論客であったという。

## 天体物理学への貢献
ホイルの初期の論文では、人間原理が面白い使われ方をしている。恒星内部での元素合成の経路を明らかにする過程で、ホイルは、ヘリウム原子核3個から炭素を生成するトリプルアルファ反応と呼ばれる核反応に注目した。この反応が働くためには、炭素原子核がある特定の値のエネルギー準位を持っている必要がある。宇宙には多量の炭素が存在しており、この炭素を材料として地球上の生命は存在しているが、このことはトリプルアルファ反応が実際に上手く働いたはずであることを示している。この考えに基づいて、ホイルは炭素原子核があるエネルギー準位を持つと予言した。これは後に実験によって裏付けられた。この状態はホイル状態と呼ばれる。
ホイルの共同研究者であるウィリアム・ファウラーは、1983年、スブラマニアン・チャンドラセカールとともにノーベル物理学賞を受賞したが、ホイルの元々の貢献は何らかの理由で見落とされた。ホイルのような著名な天文学者の業績が受賞の対象とならなかったことに対して、多くの人々は驚いた。ファウラー自身もノーベル賞受賞時に寄せた略歴の中で、ホイルの先駆的な仕事を以下のように認めている。
| 「 | 恒星内部での元素合成の主要な概念は、1946年にホイルによって初めて明確に確立された。 | 」 |

## ビッグバンの否定
ホイルはエドウィン・ハッブルによる宇宙膨張の発見については異論を唱えていないが、観測結果の解釈については同意しなかった。ホイルは、第二次世界大戦中にレーダーについて共同研究を行ったトーマス・ゴールドとヘルマン・ボンディと共に、宇宙は「定常状態」にあると主張した。この定常宇宙論では、宇宙はビッグバンによってある時点から始まって爆発的に膨張しているのではなく、新しい物質が絶えず生成されることが宇宙膨張の原動力となっているとする。
皮肉にも、「宇宙に始まりがあった」という考えに懐疑的だったホイルが『The Nature of Things』という BBC のラジオ番組の中でジョルジュ・ルメートルのモデルを 「this 'big bang' idea（この大ボラ）」「やつらは宇宙が大きな爆発で始まったと言っている」と愚弄するように呼んだのがビッグバンという名称の始まりである。この発言を聞いたビッグバン理論の提唱者のジョージ・ガモフが面白がって使ったことから、「ビッグバン」という言葉は広く使われるようになった。とされている。科学記者ジョン・ホーガンの取材によるとホイルは卑下する意味は微塵も無く、番組聴取者に向けて何か新鮮な表現は無いものかと咄嗟に思いついたのが「ビッグ・バン」だったと気まずく述べており「命名者として特許を取得しておくべきだったよ」と悔やんでいる旨を明かしている。その名の通り爆発的に用語が一般認知、定着するが、それ以前の天文学者らの間ではフリードマン宇宙論として語られていた。同番組のテキストは1950年に出版されている。
この定常宇宙論の連続的物質生成説では、ある種の物質創生場 (creation field) の存在を仮定している以外、新しい物質の出現については何も説明していないが、これ自体は宇宙全体が無から生み出されたという（現在主流の）理論と比べて不可解さは似たようなものである。最終的には宇宙マイクロ波背景放射の発見によって、天文学者の間では（ホイルは別として）ほとんど全会一致でビッグバン理論が受け入れられているが、ホイル自身は定常宇宙論を生涯捨てることはなかった。

## 化学進化説の否定
ホイルは晩年、生命の起源を自然主義的に説明する化学進化の理論を頑強に批判した。チャンドラ・ヴィクラマ・シンと共にホイルは、生命は宇宙で進化し、胚種 (panspermia) によって宇宙全体に広がったというパンスペルミア仮説（胚種広布説）を唱えた。また地球上での生命の進化は彗星によってウイルスが絶えず流入することによって起こると主張した。
1981年4月に出版された Evolution from Space（チャンドラ・ヴィクラマ・シンとの共著）という本の中でホイルは、最も単純な単細胞生物に必要な酵素が全て作られる確率は 1040,000 分の1であると計算した。我々の宇宙に存在する原子の個数はこれに比べると極々小さい（約 1080）ため、生命が誕生したとされる原始スープが宇宙全体を満たしていたとしてもそのような物質が作られる機会はないとホイルは論じた。ホイルは以下のように述べている。
| 「 | 生体高分子だけでなく、生物細胞の制御プログラムまでもがこの地球上の原始的有機物スープの中で偶然にもたらされたという考えは明らかに高次元のナンセンスである。 | 」 |

ホイルは、最も単純な単細胞生物がランダムな過程で発生する確率は「がらくた置き場の上を竜巻が通過し、その中の物質からボーイング747が組み立てられる」のと同じくらいだという悪名高い比較を述べている。ホイルはまた、単機能のたんぱく質が、アミノ酸が偶然組み合わさって生成される見込みは、太陽系全体に埋め尽くされた盲目の人間が同時にルービックキューブを解くくらいあり得ないとも述べている。

## その他の論争
- ホイルは、始祖鳥の化石の真贋についても疑問を投げかけた。ホイルは、リチャード・オーウェンがダーウィンに対抗するために始祖鳥を偽物と知りながら大英博物館に購入したと主張したが、この問題を調べたS.J.グールドはこのストーリーはホイルの空想に過ぎないと断じている。この問題が今日まで創造論者の格好の進化論攻撃の材料として使われている。
- 電波干渉計の開発とパルサーの発見に対して1974年にノーベル賞が贈られた際に、ジョスリン・ベル・バーネルが受賞者に含まれなかったことを非難した。ホイル自身もパルサーからのパルス電波信号の正体を決定するのに重要な役割を果たしていたが、ホイルもノーベル賞の受賞対象にはならなかった。
- ホイルはまた、定常宇宙論をめぐってキャベンディッシュ研究所電波天文学グループのマーティン・ライルと有名な激しい論争を繰り広げた。この影響で、1960年代にはキャベンディッシュ電波天文学グループと天文学研究所の間の共同研究が制限された。

## 研究以外の活動
ホイルは1950年代に BBC で天文学に関する一連のラジオ番組に出演している。これらの内容は『The Nature of the Universe』という本にまとめられている。
またホイルは、数多くの一般向けの科学書を執筆した。SF小説も執筆しており、科学者としての経験・知識を生かした作品が多いが、そうでないものも書いている。代表的な作品には『暗黒星雲 (The Black Cloud)』や『アンドロメダのA (A for Andromeda)』（1961年にテレビシリーズ化。2006年にテレビ映画化されDVD邦題『スピーシーズNEO』）、時間に関する自説を織り込んだと言われるハードSF『10月1日では遅すぎる (October the first is too late)』などがある。
1957年にホイルは王立協会フェローに選出され、1972年にはナイトに叙せられた。

## 受賞・叙勲
- 1964年 -  リヒトマイヤー記念賞
- 1968年 -  カリンガ賞
- 1968年 -  王立天文学会ゴールドメダル
- 1968年 -  王立協会よりベーカリアン・メダル
- 1970年 -  ブルース・メダル（1970年）
- 1971年 -  ヘンリー・ノリス・ラッセル講師職（1971年）
- 1974年 -  王立協会よりロイヤルメダル
- 1977年 -  太平洋天文学会よりクルンプケ＝ロバーツ賞
- 1997年 -  スウェーデン王立科学アカデミーよりクラフォード賞（エドウィン・サルピーターと共同受賞）

## 著書

### フィクション作品
- The Black Cloud（1957年）
  - 『暗黒星雲』（鈴木敬信訳、法政大学出版局、1958年）
- Ossian's Ride（1959年）
  - 『秘密国家ICE』（伊藤哲訳、ハヤカワ・SF・シリーズ3141、1967年）
  - 『秘密国家ICE』（伊藤哲訳、ハヤカワ文庫SF、1981年）
- A for Andromeda（1962年）
  - 『アンドロメダのA』（伊藤哲訳、ハヤカワ・SF・シリーズ3171、1962年）
  - 『アンドロメダのA』（伊藤哲訳、ハヤカワ文庫SF、1981年）
- Fifth Planet（1963年、ジェフリー・ホイルと共著）
  - 『第5惑星』（伊藤哲訳、ハヤカワ・SF・シリーズ3154、1967年）
- Andromeda Breakthrough（1965年、ジョン・エリオットと共著）
  - 『アンドロメダ突破』（伊藤哲訳、ハヤカワ・SF・シリーズ3231、1969年）
  - 『アンドロメダ突破』（伊藤哲訳、ハヤカワ文庫SF、1981年）
- October the First Is Too Late（1966年）
  - 『10月1日では遅すぎる』（伊藤典夫訳、ハヤカワ・SF・シリーズ3203、1968年）
  - 『10月1日では遅すぎる』（伊藤典夫訳、ハヤカワ文庫SF、1976年） ISBN 4-15-010194-9
- Element 79（1967年）
- Seven Steps to the Sun（1970年、ジェフリー・ホイルと共著）
- The Inferno（1973年、ジェフリー・ホイルと共著）
- The Molecule Men and the Monster of Loch Ness（1973年、ジェフリー・ホイルと共著）
  - 『ネス湖の怪物』（関口幸男訳、角川文庫SFジュブナイル、1977年）
- Into Deepest Space,（1974年、ジェフリー・ホイルと共著）
- The Incandescent Ones（1977年、ジェフリー・ホイルと共著）
- The Westminster Disaster（1978年、ジェフリー・ホイルと共著）
- Comet Halley（1985年）

### 科学書・論文
- Nicolaus Copernicus, Heinemann Educational Books Ltd., London, p. 78, 1973
- Astronomy and Cosmology: A Modern Course, 1975, ISBN 0716703513
- The Intelligent Universe, 1983
- Evolution from Space: A Theory of Cosmic Creationism, 1984, ISBN 0671492632
- Burbidge, E.M., Burbidge, G.R., Fowler, W.A. and Hoyle, F., Synthesis of the Elements in Stars, Revs. Mod. Physics 29:547–650, 1957, 著者の頭文字を取って「B2FH」と呼ばれる有名な論文。
- Hoyle, F., The big bang in astronomy, New Scientist 92(1280):527, November 19, 1981.
- Arp, H.C., Burbidge, G., Hoyle, F., Narlikar, J.V. and Wickramasinghe, N.C., The extragalactic universe: an alternative view, Nature 346:807–812, August 30, 1990.
- Home Is Where the Wind Blows: Chapters from a Cosmologist's Life（自伝）Oxford University Press 1994, ISBN 0198500602
- 『ストーンヘンジ 天文学と考古学』（フレッド・ホイル著、荒井喬翻訳、みすず書房、1983年）
- 『生命は宇宙から来た ダーウィン進化論は、ここが誤りだ』（フレッド・ホイル/C・ウィックラマシンジ著、餌取章男訳、光文社、1983年）
- 『始祖鳥化石の謎』（フレッド・ホイル/C・ウィックラマシンジ著、加藤珪訳、地人書館、1988年）
- 『宇宙物理学の最前線』（フレッド・ホイル/ジャヤント・ナーリカー著、桜井邦朋/星野和子/深田豊訳、みすず書房、1991年）
- 『生命(DNA)は宇宙を流れる』（フレッド・ホイル/C・ウィックラマシンゲ著、小沢元彦/茂木健一郎訳、徳間書店、1998年）

## 文献
- Simon Mitton, Conflict in the Cosmos: Fred Hoyle's Life in Science, Joseph Henry Press, 2005, ISBN 0309093139 or, Fred Hoyle: a life in science, Aurum Press, 2005, ISBN 1854109618
- Douglas Gough, editor, The Scientific Legacy of Fred Hoyle, Cambridge University Press, 2005, ISBN 0521824486
- Chandra Wickramasinghe, A Journey with Fred Hoyle: The Search for Cosmic Life, World Scientific Publishing, 2005, ISBN 9812389121
- Jane Gregory, Fred Hoyle's Universe, Oxford University Press, 2005, ISBN 0198507917

### 死亡記事
- Obituary by Sir Martin Rees, Physics Today
- Obituary in The Guardian
- Obituary - from a creationist standpoint